# Природа любові
«Природа любові» (англ. The nature of love) — стаття американського психолога Гаррі Харлоу, що вийшла 1958 року в журналі American Psychologist, описує серію експериментів для вивчення механізмів формування прихильності у дитинчат макак-резусів. 
Використовуючи штучних «сурогатних матерів», виготовлених з м'якої тканини та дроту, вчений продемонстрував, що контактний комфорт має найважливішу роль у догляді за дитиною, нарівні із задоволенням базових фізіологічних потреб, таких як харчування. Дослідження вплинуло на розуміння психології прихильності, сприяло перегляду поглядів на виховання дітей. Експерименти також викликали дискусії щодо етики використання тварин у наукових дослідженнях через заподіяння їм психологічного стресу.

## Передумови
У середині XX сторіччя домінували погляди, за якими любов немовляти до матері була вторинною потребою і виникала через асоціацію матері із задоволенням основних біологічних потреб, особливо голоду. Так, психоаналітики вважали, що прихильність виникає через асоціацію матері із задоволенням оральних потреб дитини в перші роки життя. Біхевіористи дотримувалися схожої позиції, вважаючи, що коли мати задовольняє голод немовляти, вона підкріплює асоціацію з позитивними емоціями. Це, у свою чергу, веде до формування прихильності та любові.
Харлоу не вважав ці гіпотези переконливими. Біхевіористський підхід не пояснював причину збереження любові до матері після закінчення фази годування. Адже зазвичай такі асоціації швидко втрачаються. Психоаналіз він взагалі не розглядав всерйоз.
До того ж вчений зауважив, що дитинчата мавп, вирощені в лабораторних умовах та ізольовані від матерів з санітарних міркувань, виявляли сильну прихильність до м'яких тканинних пелюшок, що покривали підлогу їхніх кліток. При їх забиранні для чищення мавпи ставали неспокійними та дратівливими, а без них дитинчата часто взагалі не виживали. Це спостереження навело Харлоу на думку про те, що потреба у фізичному контакті та комфорті може бути настільки ж фундаментальною, як і потреба в їжі.

## Сурогатні матері

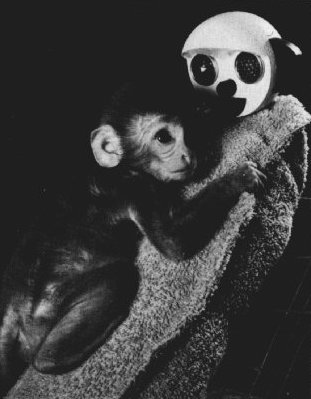
Дитинча макаки обіймає «ганчіркову матір» 🥺

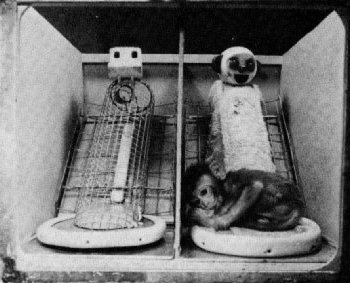
Клітка з дротяною та «ганчірковою матерями»

Аби перевірити свою гіпотезу, Харлоу зробив серію експериментів з використанням так званих «сурогатних матерів» для дитинчат макак. Було створено два типи:
- «Ганчіркова мати»: виготовлена з дерева, покрита губчастою гумою і обтягнута м'якою махровою тканиною. Всередині була лампочка для забезпечення тепла, а в ділянці грудей встановлений механізм годування.
- «Дротова мати»: аналогічної форми, з тим самим механізмом для годування та джерелом тепла, але виготовлена з голої дротяної сітки без м'якого покриття.

Учасниками експерименту стали вісім новонароджених мавпенят, поділених на дві групи. У першій групі ганчіркова мати була оснащена пляшечкою з молоком, у другій групі годування «здійснювала» «дротяна матір». Однак у всіх мавп був доступ до обох «сурогатних матерів» у їхніх клітках.

## Тести
Протягом перших п'яти місяців життя дитинчат вчений та його команда систематично вимірювали час, який кожне мавпеня проводило з кожною «сурогатною матір'ю». А також провели серію тестів:
- Тест з лякаючим об'єктом: у клітину поміщали предмет, що викликає страх (наприклад, механічну іграшку). Спостерігали, до якої матері звернеться мавпа за втіхою.
- «Дивна ситуація»: мавп помістили до незнайомої кімнати з різними об'єктами для дослідження. Перевіряли, чи будуть вони досліджувати нове оточення і як наявність «сурогатної матері» вплине на їхню поведінку.
- Тест на розлуку: після періоду розлуки з «сурогатною матір'ю» спостерігали поведінку мавп при повторній зустрічі.[2]

## Результати
У результаті спостережень вчений з'ясував, що незалежно від того, яка мати забезпечувала годування, всі дитинчата проводили значно більше часу з «ганчірковою матір'ю». Навіть ті, хто отримував харчування від «дротяної матері», лише ненадовго відходили до неї для годування, відразу ж повертаючись до м'якої «ганчіркової матері» для контакту.
У стресовій ситуації мавпенята завжди бігли до «ганчір'яної матері» за втіхою та захистом. У «дивній ситуації» мавпи, маючи доступ до «ганчір'яної матері», демонстрували цікавість та досліджували довкілля, періодично повертаючись до неї для підкріплення почуття безпеки. Без неї вони були пригнічені, лякалися і не виявляли дослідницької активності.
Після періоду розлуки з «ганчірковою матір'ю» мавпи при возз'єднанні виявляли сильну емоційну реакцію, міцно обіймаючи її та демонструючи ознаки полегшення та прихильності.

## Критика та вплив
Експерименти Харлоу викликали широку критику за «жорстокість та неетичність». Деякі дитинчата загинули. Критики також стверджували, що мавпам завдавали серйозних психологічних травм, їх поведінка була порушена; результати експериментів не можуть бути перенесені на людські стосунки, оскільки «мавпи та люди надто різні».
Водночас його експерименти вплинули на розуміння психології людських відносин. Вони показали, що не так важливо хто годує і задовольняє фізіологічні потреби дитини, як хто забезпечує контактний комфорт. Це призвело до перегляду традиційних уявлень про роль матері та батька у вихованні дітей, адже батьки теж можуть надати контактний комфорт дитині та більше брати участь у догляді за нею. Крім цих змін, робота Харлоу призвела до переоцінки методів догляду за дітьми в лікарнях, дитячих будинках та інших установах.
На статтю продовжують посилатися і сучасні дослідники, а ідея про важливість контактного комфорту знайшла своє застосування у психотерапії, особливо під час роботи з дітьми, які пережили травму або материнську депривацію.